# Buffet
En buffet er en servering, hvor gæsten forsyner sig selv. Den har navn efter bordet, hvor tjenerne henter maden, og som i 1800-tallet var stedet, hvor gæsterne udpegede de retter, de ønskede, og som tjenerne serverede ved bordet. I dag har restauranter tjenere til at lægge maden på gæsternes tallerken som hos Slotskælderen i København.
Ellers forsyner gæsterne sig selv. Det er praktisk, når der er begrænset personale. Gæsterne kan se maden og forsyne sig. Den slags buffeter er en billigere måde at servere på.
En buffetvogn er en togvogn, hvor mad og drikke kan købes og indtages ved en disk. Passagererne må ikke indtage medbragt mad og drikke i buffetvognen.
Buffeter kan opbygges på flere måder: maden serveres, så gæsterne kan stå i kø langs buffeten. Det ses ofte på cafeterier. Eller det er en overdådig udstilling af fødevarer med opfordringen "spis, hvad du kan" for et fast beløb. Den buffet findes ofte i folkelige restauranter.

## Buffetens historie
Sverige og Rusland var i det 17. årh. kendt for overdådige buffeter med mad parat til hjemmets gæster, der kom rejsende langvejs fra. I det 18. årh. stod bordet på salen på bornholmske gårde dækket med mad og syp til mindst tre juledage. Der blev spredt halm på gulvet, så der kunne soves lidt mellem spisningen.[kilde mangler] Det danske kolde bord er en udvikling heraf.[kilde mangler]
Den moderne buffet på restauranter opstod i Frankrig i 1700-tallet, hvor adelen og de finere borgere ved større baller fik opstillet borde med mad til gæsterne. Her blev maden fremstillet og opstillet så flot som muligt. Buffeten spredtes efterhånden i Europa, og mængden af overdådig luksus svandt i takt med, at buffeten blev brugt i lavere samfundslag. Buffeten blev populær i den engelsktalende del af verden i den sidste del af det 19. århundrede.